# 서기수
서기수(1984년 11월 29일 ~ )는 대한민국의 스타크래프트 II 프로게이머이다. TricKsteR라는 아이디를 사용하며, 종족은 프로토스이다.

## 개요

#### 스타크래프트
2003년 투나 SG(현 위메이드 폭스)에 입단하며 프로게이머 생활을 시작했다. 2005년 6월 코칭스태프와의 불화로 인해 팬택앤큐리텔 큐리어스(현 위메이드 폭스)에서 방출되었고, 그 이후 이네이쳐 탑(현 이스트로)에 입단하였다. 그 후, 팀 내 주력 프로토스로 입지를 굳혔고 프로리그, 공식 경기에서 자주 얼굴을 내밀었다. 2006~2007 시즌 동안 프로리그에서 실질적인 팀 내 에이스 역할을 하였다. 2008년 공군에 지원서를 냈지만, 선발되지 못해 실패하고 말았다.  2009년 신희승, 신상호와 함께 FA를 통해 이스트로에 남게 됐다. 또, 09-10시즌에 프로리그에 두 번 출전했지만, 두 번(vs 이제동, 김명운) 모두 패했다. 2010년 1월 27일 사실상 은퇴를 선언하고 코치로 전향하였으며 이스트로의 프로토스 전담 코치직을 맡았다. 프로리그 총 전적은 31승 43패(41.9%)이며, 스타리그 전적은 5승 9패(35.7%)이다.

#### 스타크래프트 II
2010년 5월 이스트로의 코치직에서 물러난 후, 스타크래프트 II 게이머로 전향하였다. 스타크래프트 II 게이머로 전향한 서기수는 GSL 무대에서 꾸준한 활약을 펼치는 선수 중 한명으로 꼽힌다. 처음에 입단에 TSL팀에서 이적하여 현재는 스타테일 소속이다. 2011년 12월 20일 육군 현역으로 입대하였다. 그 뒤 2013년 9월 17일에 제대하였다.
2014년 10월 14일부로 스타테일과 결별하였다.

## Shift키 눌림 현상
2009년 2월 6일 바투 스타리그 16강에서 정명훈과의 경기 중 자신의 드라군으로 정명훈의 스파이더 마인을 제거하는 과정에서 드라군이 움직이지 않는다며 경기중단 요청했다. 심판은 해당 상황 확인 후 장비 상태가 경기를 진행함에 문제가 없다고 판단, 경기를 재개하였으나 곧이어 다시 같은 오류가 발생하여 서기수가 재차 경기중단 요청을 하였다. 심판은 두 번째 점검 상황에서 발생한 오류를 해결하였으나, 원인을 파악할 수 없는 오류라고 판단하여 징계 없이 경기를 속개하였다.
이에 협회는 해당 경기 오류의 정확한 상황을 파악하기 위해 리플레이와 개인화면 자료를 분석하였고, 서기수가 드라군에게 이동 명령을 내린 시점에, Shift키를 누르고 10회 이상의 명령을 내렸을 때 나타나는 “Unit’s waypoint list is full” 메시지를 확인, 드라군이 움직이지 않은 원인이 지속적인 Shift키 눌림 현상 때문임을 밝혀냈다.
그러나 당시 Shift키 눌림 현상이 선수 키보드의 Shift키 인식 오류가 원인인지, 경기 PC의 Shift 키 인식 오류가 원인인지를 정확하게 파악할 수 없는 상황이었으므로 협회는 이와 관련해 이스트로 사무국과 논의를 진행했고 심판의 판정이 불가항력적인 상황이었음을 공감했다.

## 수상 경력

### 스타크래프트
- 2004년 6월 제2회 커리지 매치 입상
- 2006년 2월 로지텍 G-Festival 준우승
- 2008년 8월 인크루트 스타리그 2008 36강
- 2008년 12월 BATOO 스타리그 08~09 16강
- 2009년 5월 박카스 스타리그 2009 36강

### 스타크래프트 II
- 2010년 XPT 6차, 7차 리그 우승
- 2010년 TeamLiquid.net Altitude TL Invitational 스타크래프트 II 리그 우승
- 2010년 Day[9] King of Beta 리그 준우승
- 2010년 곰TV Star2gether  공성전 우승
- 2010년 TG-Intel 스타크래프트 II OPEN Season 1 8강
- 2010년 G-Star 2010 스타크래프트 II 올스타전 3위
- 2011년 소니 에릭슨 글로벌 스타크래프트 II 리그 Jan. Code S 8강
- 2011년 인텔 글로벌 스타크래프트 II 리그 Mar. Code S 16강
- 2011년 LG 시네마 3D, 인텔코리아 글로벌 스타크래프트 II 리그 May Code S 32강
- 2011년 LG 시네마 3D, 인텔코리아 슈퍼 토너먼트 32강
- 2011년 PEPSI 글로벌 스타크래프트 II 리그 July Code S 8강
- 2011년 PEPSI 글로벌 스타크래프트 II 리그 Aug. Code S 32강
- 2011년 소니 에릭슨 글로벌 스타크래프트 II 리그 Oct. Code A 32강